# Adelchi Virgili
Adelchi Virgili (* 10. März 1990) ist ein ehemaliger italienischer Tennisspieler.

## Karriere
Virgili spielt hauptsächlich auf der ITF Future Tour. Auf dieser gewann er 2016 seine ersten Titel, jeweils einen im Einzel sowie Doppel. Seit 2009 spielt er auch vermehrt auf der ATP Challenger Tour. 2016 kam er in Delray Beach bei den Delray Beach Open als Ersatzspieler (Alternate) zu seinem Debüt im Doppel auf der ATP World Tour. An der Seite von Sander Groen verlor er dort in der Auftaktrunde gegen Chris Guccione und Bernard Tomic in drei Sätzen mit 6:4, 3:6, [8:10].
2021 spielte er letztmals ein Turnier.